# Museum Kellinghusen

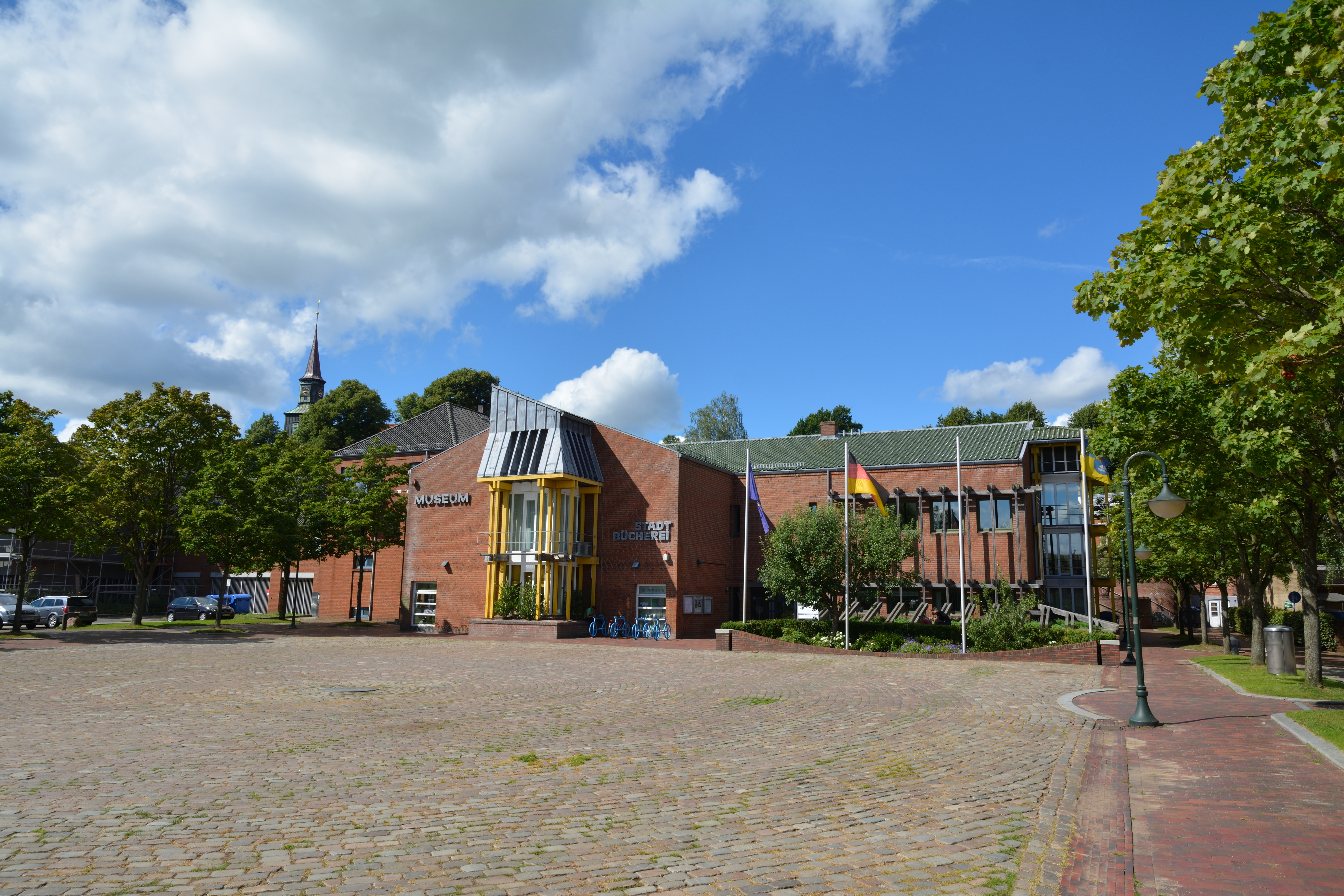
Das Museum Kellinghusen im Bürgerhaus (2016)

Das Museum Kellinghusen ist ein seit 1953 bestehendes städtisches Museum in Schleswig-Holstein und firmiert heute unter dem Namen Betont – Ton und Tasten Museum Kellinghusen. Es befindet sich im historischen Rathaus der Stadt Kellinghusen und widmet sich zum einen der bedeutenden Keramiktradition des Ortes, zum anderen präsentiert es historische Tasteninstrumente des 17. bis 19. Jahrhunderts.

## Ausstellung
Einen Schwerpunkt der Dauerausstellung bilden Kellinghusener Fayencen aus dem 18. und 19. Jahrhundert. Berühmt wurden diese Fayencen insbesondere durch Teller, deren floral geschmückter Rand mit einem leuchtenden Gelb unterlegt ist und deren Mitte einen farbenfrohen Blumenstrauß aufweist. In Kellinghusen lassen sich für die Zeit zwischen 1764 und 1860 sechs Fayencen-Werkstätten nachweisen. In der Ausstellung werden neben den ausgestellten Werkstücken die Herstellung, Verwendung und Verbreitung der Kellinghusener Fayencen erläutert. Den Übergang von der handwerklichen zur industriellen Fertigung zeigen die Erzeugnisse der Fernsichter Thonwaarenfabrik, welche die örtliche Keramikproduktion bis in das 20. Jahrhundert fortsetzte.
Einen zweiten Schwerpunkt bilden historische Tasteninstrumente aus der Eric Feller Collection. Das Museum Betont zeigt ausgewählte repräsentative Instrumente einer Privatsammlung. Neben Cembali, Clavichorden, Tafelklavieren und Hammerflügeln ist auch ein früher Tangentenflügel ausgestellt. Über  Audio- und Videostationen werden die Instrumente zugänglich gemacht.